# Église Notre-Dame-en-son-Assomption de Chassigny
L'église Notre-Dame est une église  située sur le territoire de la commune de Chassigny, dans le département français de la Haute-Marne et la région Grand Est.

## Historique
L'église Notre-Dame est classée monument historique sur la liste de 1941.

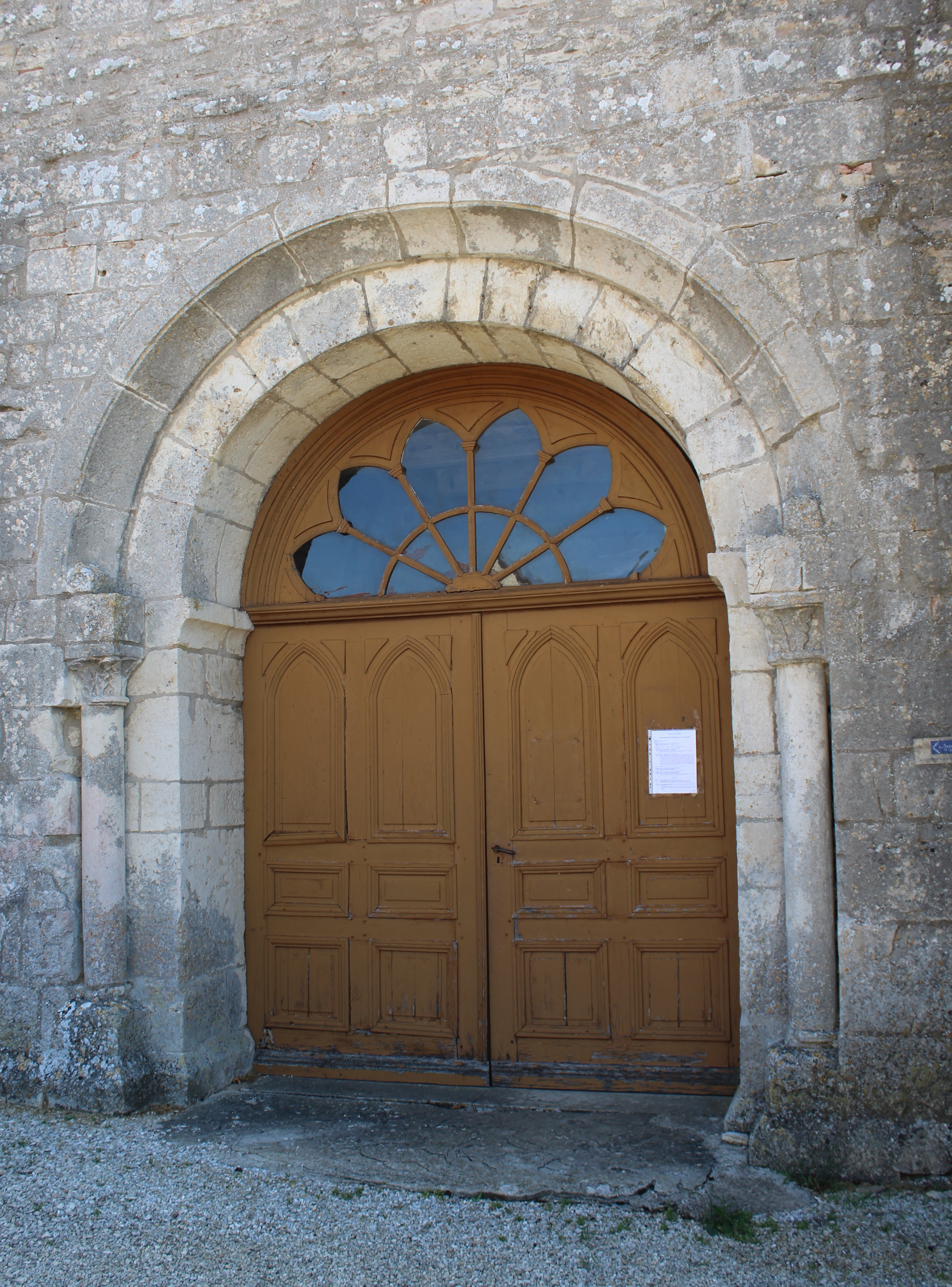
Portail occidental.
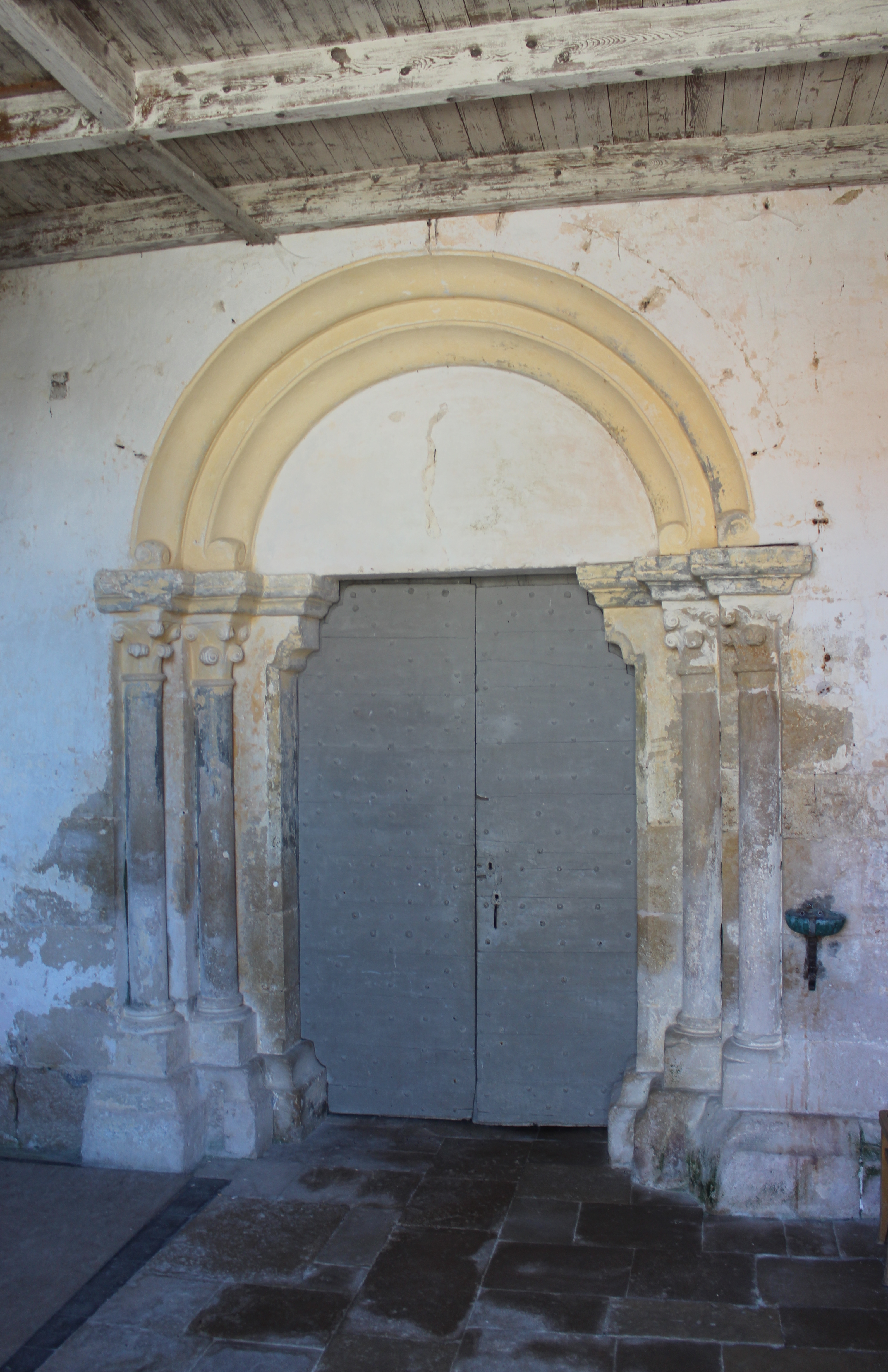
Autre portail.

## Architecture
Elle est bâtie sur une nef unique et son clocher carré est déporté sur la partie gauche du chœur ; son chevet est plat.